# Condado de Snohomish
O Condado de Snohomish (em inglês:  Snohomish County) é um dos 39 condados do estado americano de Washington. A sede e maior cidade do condado é Everett. Foi fundado em 14 de janeiro de 1861.
O condado possui uma área de 5 688 km², dos quais 5 406 km² estão cobertos por terra e 282 km² por água, uma população de 713 335 habitantes, e uma densidade populacional de 131,9 hab/km² (segundo o censo nacional de 2010). É o terceiro condado mais populoso de Washington.